# Suket
Suket é uma vila no distrito de Kota, no estado indiano de Rajastão.

## Geografia
Suket está localizada a 24° 39′ N, 76° 02′ L. Tem uma altitude média de 320 metros (1049 pés).

## Demografia
Segundo o censo de 2001, Suket tinha uma população de 16,983 habitantes. Os indivíduos do sexo masculino constituem 53% da população e os do sexo feminino 47%. Suket tem uma taxa de literacia de 61%, superior à média nacional de 59.5%: a literacia no sexo masculino é de 70% e no sexo feminino é de 50%. Em Suket, 19% da população está abaixo dos 6 anos de idade.